# Кина на Светском првенству у атлетици у дворани 2016.
Кина је учествовала на 16. Светском првенству у атлетици у дворани 2016. одржаном у Портланду од 17. до 20. марта шеснаести пут, односно учествовала је на свим првенствима до данас. Репрезентацију Кине представљало је 13 такмичара (8 мушкарца и 5 жене), који су се такмичили у 8 дисциплина (5 мушких и 3 женске).,
На овом првенству Кина је по броју освојених медаља заузела 9. место са две освојене медаље (1 златна и 1 бронзана). Поред медаља такмичари Кине су оборили два лична рекорда. У табели успешности према броју и пласману такмичара који су учествовали у финалним такмичењима (првих 8 такмичара) Кина је са 7 учесника у финалу делила 7. место са 28 бодова.
| Плас. | Земља | 1. место | 2. место | 3. место | 4. место | 5. место | 6. место | 7. место | 8. место | Бр. финал. | Бод. |
| ----- | ----- | -------- | -------- | -------- | -------- | -------- | -------- | -------- | -------- | ---------- | ---- |
| =7.   | Кина  | 1        | 0        | 1        | 1        | 1        | 1        | 0        | 2        | 7          | 30   |

## Учесници
| Мушкарци: - Џенје Сје — 60 м - Бингтјен Су — 60 м - Сје Венђуен — 60 м препоне - Гуовеј Џанг — Скок увис - Чангџоу Хуанг — Скок удаљ - Ђенан Ванг — Скок удаљ - Ли Ђинџе — Скок удаљ - Дунг Бин — Троскок | Жене: - Јунгли Веј — 60 м - Ћићи Јуен — 60 м - Шуђао Ву — 60 м препоне - Јанг Гао — Бацање кугле - Ка Бјен — Бацање кугле |  |

## Освајачи медаља (2)

### Злато (1)
- Дунг Бин — Троскок

### Бронза (1)
- Чангџоу Хуанг — Скок удаљ

## Резултати

### Мушкарци
| Атлетичар     | Дисциплина   | Лични рекорд | Квалификације | Квалификације | Полуфинале   | Полуфинале | Финале               | Финале       | Детаљи |
| Атлетичар     | Дисциплина   | Лични рекорд | Резултат      | Место         | Резултат     | Место      | Резултат             | Место        | Детаљи |
| ------------- | ------------ | ------------ | ------------- | ------------- | ------------ | ---------- | -------------------- | ------------ | ------ |
| Џенје Сје     | 60 м         | 6,60         | 6,55 КВ, ЛР   | 2. у гр. 5    | 6,55 =кв, ЛР | 3. У ГР. 2 | 6,53 ЛР              | 4 / 53 (56)  |        |
| Бингтјен Су   | 60 м         | 6,52 НР      | 6,64 КВ       | 1. У ГР. 4    | 6,50 КВ      | 2. У ГР. 3 | 6,54                 | 5 / 53 (56)  |        |
| Сје Венђуен   | 60 м препоне | 7,60         | 7,74 КВ       | 3. у гр. 3    | 7,90         | 8. у гр. 1 | Није се квалификовао | 16 / 27 (28) |        |
| Џанг Гуовеј   | Скок увис    | 2,33 НР      |               |               |              |            | 2,29                 | 6 / 12       |        |
| Чангџоу Хуанг | Скок удаљ    | 8,19         | 8,21 ЛР       |               |              |            |                      |              |        |
| Ђенан Ванг    | Скок удаљ    | 8,18         | 7,93          | 8 / 13 (14)   |              |            |                      |              |        |
| Дунг Бин      | Троскок      | 17,41 НР     | 17,33         |               |              |            |                      |              |        |

### Жене
| Атлетичарка | Дисциплина   | Лични рекорд | Квалификације | Квалификације | Полуфинале            | Полуфинале            | Финале                | Финале       | Детаљи |
| Атлетичарка | Дисциплина   | Лични рекорд | Резултат      | Место         | Резултат              | Место                 | Резултат              | Место        | Детаљи |
| ----------- | ------------ | ------------ | ------------- | ------------- | --------------------- | --------------------- | --------------------- | ------------ | ------ |
| Јунгли Веј  | 60 м         | 7,17 НР      | 7,31 кв       | 4. у гр. 2    | 7,28                  | 6. у гр. 3            | Није се квалификовала | 18 / 44 (45) |        |
| Ћићи Јуен   | 60 м         | 7,30         | 7,48          | 6. у гр. 3    | Није се квалификовала | Није се квалификовала | Није се квалификовала | 32 / 44 (45) |        |
| Шуђао Ву    | 60 м препоне | 8,02         | 8,18          | 6. у гр. 1    |                       |                       | Није се квалификовала | 12 / 18 (19) |        |
| Јанг Гао    | Бацање кугле | 18,25        |               |               |                       |                       | 17,67                 | 8 / 11       |        |
| Ка Бјен     | Бацање кугле | 18,12        | 17,34         | 10 / 11       |                       |                       |                       |              |        |